# Транссексуалност
Транссексуалност је термин за стање особа које се свесно и дужи период самоидентификују као припадници супротног пола. Стереотипни опис транссексуалних особа је да су то „особе заробљене у телу супротног пола“, без обзира што се ови модели одбацују од стране неких, како транссексуалних тако и других, делова друштва.
Транссексуалност се често манифестује као агонизујућа дисфорија против пола додељеног рођењем, као и тешкоћом или неспособношћу живота своје социјалне улоге. Услед невођења бриге може водити менталним и емоционалним проблемима, а понекад самоубиству. Холандска истраживачица Пеги Кохен-Кетенис процењује да је 40% незбринутих транссексуалних људи смештено у болницама или умиру прерано. Међутим, са адекватним третманом, транссексуални људи често постају попуно функционални чланови друштва. Према статистикама самоубистава транссексуални људи се не разликују значајно од не-транссексуалних.
Највећи број транссексуалних мушкараца и жена одлучују да остваре трајну социјалну улогу као припадници пола са којим се идентификују. Много транссексуалних људи се такође одлучује за различите врсте медицинских модификација сопствених тела. Ове модификације се сматрају терапијама промене пола и често укључују хормоне и пластичне операције. Цео процес промене нечије физичке и социјалне појаве пола се назива транзиција и обично траје неколико година.
Тренутно, узроци транссексуалности нису познати, а процене броја транссексуалних људи варирају значајно. Једна истакнута теорија тврди да је транссексуалност неуробиолошко стање које се манифестује као дисфорија пола.

## Историја
Историјски подаци из 17.,18. и 19. века нуде доказе о постојању и мушког и женског транссексуализма  у европским земљама  (нпр Јованка Орлеанка, енглески краљ Џејмс I, француски дипломата Шевалије Д Еон и многи други).  Такође, на Балканском полуострву, у удаљеним селима северне Албаније и Црне Горе, породице без мушких наследника, одгајају једну ћерку у мушком роду (које су у народу позната као као вирџине).

### Први медицински записи
Први званични медицински записи о постојању транссексуализма појавили су се на крају 19. и почетком 20. века, када је  немачки сексолог Ричард фон Крафт Ебинг 1893. године у осмом издању дела „Psychopatia sexualis“ објавио своја запажања о хомосексуалности, трансвестизму и транссексуализму. Након овог написа 1910. године, Магнус Хиршфилд увео је термин трансвестит, од латинских речи trans - преко, и vestis - одећа, којима је желео да опише  трансвестите, као и оне особе које би данас биле препознате као транссексуалне, односно трансродне, а које јесу у том периоду лечене у његовом Институту у Берлину.
У каснијем раду, 1923. Хиршфилд је увео термин транссексуализам, који се односио на трансродне и транссексуалне особе, којим је жело да означи психолошки аспект транссексуализма.
Термин транссексуализам пао је у заборав све до 1949. године, све док га није поново почео да употребљава амерички сексолог Колдвел. Он је овим термином жело да означи оне особе које се не осећају пријатно у свом телу, док желе да трајно живе у улози другог пола и показују интересовање за операцију промене пола ради родног усклађивања.

### Став Америчког психијатријског удружења
Најновија ревизија Дијагностичког и статистичког приручника за менталне поремећаје (APA DSM V) Америчког психијатријског удружења замењен је термин поремећај полног идентитета 6  (GID) термином родна дисфорија. Оба термина, поремећај полног идентитета и родна дисфорија, означавају стање у којем се појединац осећа веома непријатно у свом биолошком полу и снажно се идентификује са супротним полом и жели да и он то буде. Такође, у овој ревизији постоји подела приступа у лечењу деце, адолесцената и одраслих са родном дисфоријом.

## Дефиниције
Транссексуализам, такође познат као транссексуалност, је комплексно стање дефинисано на различите начине, од стране различитих људи. Током година је било много покушаја да се опишу транссексуални људи и процеси кроз које они пролазе. Неки од ових описа су контроверзни у транссексуалном као и ширем друштву.

### Дефинисање транссексуалности
Дефиниција транссексуалног је предмет дискусије. Многи међу транссексуалном популацијом сматрају да је особа транссексуална ако се тако лично идентификује. Међутим неки, посебно лекари и део транссексуалних људи, верују да постоји тачан скуп услова које једна особа треба увек да испуњава да би могла бити названа транссексуалном. Шира јавност често дефинише транссексуалну особу као некога које планирао или планира да изврши операцију промене пола, при чему се мисли на промену изгледа тела. Међутим, многи транссексуалци сматрају да они заправо не мењају пол тела већ га прилагођавају свом правом полу, који се не може изменити. Ово је предмет широких полемика на западу, где је слобода изјашњавања и показивања сексуалних склоности и опредељења далеко већа него код нас.
Између осталог, транссексуалност је било описивано као претња, болест, понашање, опредељење, ментална болест, перверзија, парафилија, политички идентитет и грех. Многе од ових „етикета“ се сматрају увредљивим међу многим транссексуалним људима, који обично дефинишу своје стање као опредељење, политички идентитет или као медицинско стење које није и „болест“. У многим деловима света, транссексуалност је табу-тема, а много људи је знало мало о њој до касних година 20. века.
Транссексуалност не треба бити помешана са облачењем одеће супротног пола (енгл. cross dressing), који су одлике трансродног али обично не транссексуалног. Трансвеститска фетишизам такође има мало заједничког, ако и ништа, са транссексуалним. Многи транссексуални људи се облаче конзервативно и скромно, док се други горепоменути облаче у доста дречавијем маниру.

### Терминологија транссексуалности
Транссексуални људи се обично називају према полу којим се сматрају. На пример, транссексуални мушкарац је особа која је рођењем идентификована као женско, на бази њених гениталија, али која се идентификује као мушкарац при томе тежећи мушкој социјалној улози као и имању мушког тела.

## Епидемиологија
Не постоји поуздана статистика о учесталости транссексуалности у популацији. Према DSM-IV, статистика мањих европских земаља је установила да отприлике 1 од 30 000 мушкараца по рођењу и 1 од 100 000 жена по рођењу тражи операцију промене пола. Међутим, установљено је и да многи транссексуални људи не обављају ову операцију и нису приказани у овој статистици. Истовремено DSM изјављује да нема скорашњих епидемиолошких студија на тему транссексуализма. Лин Конвеј је установила да је транссексуалност много чешћа; Према 1 на 2500 мушкараца по рођењу из САД који су од 1960 обавили операцију промене пола, вероватно 1 од 500 индивидуа пати од дисфорије пола. Холандија (Кохен-Кетенис, 1988) сугерише да је учесталост 1 на 12 000 и да је подједнако заступљена међу мушкарцима и женама, премда жене ређе траже операцију промене пола.

### Терапија промене пола
Највећи број транссексуалних жена и мушкараца трпи психички и емоционални бол због конфликта између њиховог сексуалног идентитета (онога што верују да јесу) и пола са којим су рођени тј. њихове анатомије. Често сматрају да је једини начин да из овога изађу да промене свој физички идентитет. Ово може укључивати и терапију хормонима, чиме се модификују секундарне полне карактеристике, и/или операцију промене пола, чиме се мењају њихове примарне полне карактеристике.

## Транссексуална младост
У случајевима транссексуалних младих њихово стање постаје очигледно на неком степену детињства, када дете може изражавати неочекивано понашање у односу на свој пол и незадовољство истим. Ови млади облаче одећу супротног пола без одређеног циља. Ови млади почињу да схватају природу својих разлика у пубертету премда то може доћи са закашњењем. Дешава се да мисле да су хомосексуални пре него што дођу до закључка да су транссексуални. Према истраживањима DSM-IV, већина деце са дијагнозом транссексуалности у зрелим годинама, а често и као адолесценти, одреде да су њихова сексуална интересовања у складу са њиховим физичким телом. Ова деца су ипак често предмет насиља и претњи.
Колико ће се ови млади добро снаћи добрано зависи од прихватања од стране њихових родитеља и толеранције друштва у коме живе. Уз разумевање родитеља и толерантно друштво ова деца типично напредују подједнако са другом, постигавши матуру и дипломиравши на факултету. Међутим ако нема разумевања од стране родитеља а околина нетолерантна ова деца су скренута са главног пута. Едукација или стицање вештине у каријери касне или остају некомплетиране. Трећа опција је да ови млади одложе своје потпуно уклапање у своју сексуалну улогу док не постану самостални.

## Жаљење након промене пола
Након промене пола, транссексуални људи понекад зажале због своје транзиције, или се чак одлуче за детранзицију на свој први пол. Међутим, свака скорашња студија на тему броја детрансформација је установила да је овај број испод 1%, и разлози за њих су веома разноврсни.